# 第16太陽周期

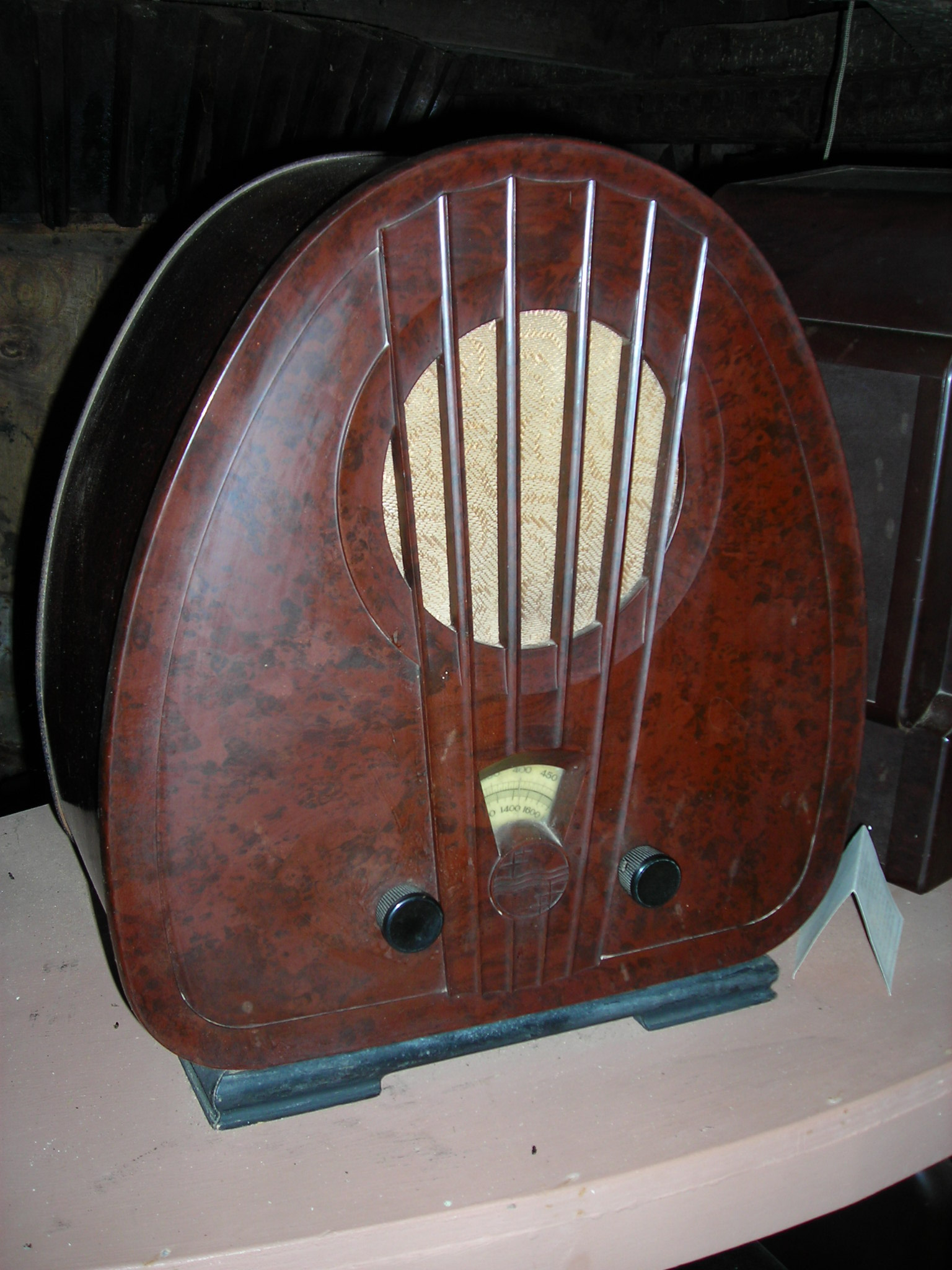
この太陽周期の間に無線伝送が一般的になり、電波障害が初めて問題となった。

第16太陽周期(Solar cycle 16)は、1755年に太陽黒点の活動が記録され始めてから16番目の太陽活動周期である。1923年8月から1933年9月まで10.1年続いた。太陽黒点の最大数は78.1個で、最小数は3.5個だった。合計約568日間にわたり黒点が現れなかった。